# Praia Seca (Ilha do Príncipe)
A Praia Seca é uma praia do Arquipélago de São Tomé e Príncipe, localiza-se a Este da ilha do Príncipe, junto ao Promontório denominado Ponta do Pico Negro e a Praia Grande, próxima à foz do Rio Bibi e do povoado Neves Ferreira, frente ao ilhéu Boné de Jóquei.